# Championnat de Brunei de football 2017-2018
Navigation
Saison précédente Saison suivante
La saison 2017-2018 du Championnat de Brunei de football est la dixième édition du championnat national de première division à Brunei. Les onze meilleurs clubs du pays sont regroupés au sein d'une poule unique où ils s'affrontent deux fois. Les deux derniers du classement sont relégués et remplacés par les deux meilleures formations de Liga Perdana, la deuxième division brunéienne.
C'est le MS ABDB, double tenant du titre, qui remporte à nouveau la compétition, après avoir terminé en tête du classement final, avec trois points d'avance sur Kota Rangers et six sur Indera SC. C'est le troisième titre de champion du Brunei de l'histoire du club.

## Les clubs participants
- Tabuan Muda
- Najip FC
- Kota Rangers
- Jerudong Football Club
- Lun Bawang FC
- Wijaya United
- Indera Sport Club
- MS ABDB
- Kasuka Football Club
- Menglait Football Club - Promu de D2
- MS PDB

## Compétition

### Classement
Le classement est établi sur le barème de points classique (victoire à 3 points, match nul à 1, défaite à 0).
| Rang | Équipe                  | Pts | J  | G  | N | P  | Bp | Bc | Diff |
| ---- | ----------------------- | --- | -- | -- | - | -- | -- | -- | ---- |
| 1    | MS ABDBT                | 50  | 20 | 16 | 2 | 2  | 71 | 9  | +62  |
| 2    | Kota Rangers            | 47  | 20 | 14 | 5 | 1  | 56 | 22 | +34  |
| 3    | Indera Sport Club       | 44  | 20 | 13 | 5 | 2  | 64 | 17 | +47  |
| 4    | Kasuka Football Club    | 34  | 20 | 9  | 7 | 4  | 41 | 32 | +9   |
| 5    | Wijaya United           | 30  | 20 | 10 | 0 | 10 | 31 | 37 | -6   |
| 6    | Tabuan Muda             | 24  | 20 | 5  | 9 | 6  | 30 | 38 | -8   |
| 7    | Lun Bawang FC           | 23  | 20 | 6  | 5 | 9  | 43 | 42 | +1   |
| 8    | MS PDB                  | 22  | 20 | 5  | 7 | 8  | 30 | 38 | -8   |
| 9    | Najip Football Club     | 12  | 20 | 3  | 3 | 14 | 21 | 51 | -30  |
| 10   | Menglait Football ClubP | 11  | 20 | 3  | 2 | 15 | 18 | 85 | -67  |
| 11   | Jerudong FC             | 10  | 20 | 3  | 1 | 16 | 26 | 60 | -34  |

|  | Champion de Brunei 2017-2018             |
|  | Relégation en deuxième division          |
|  | T : Tenant du titre P : Club promu de D2 |

## Bilan de la saison
| Championnat de Brunei de football 2017-2018 |                        |
| Champion                                    | MS ABDB (3e titre)     |
| Coupes et trophées                          |                        |
| Vainqueur de la Coupe de Brunei 2017-2018   | Non disputée           |
| Qualifications continentales                |                        |
| Coupe de l'AFC 2019                         | Aucun                  |
| Promotions et relégations                   |                        |
| Promus en Brunei Super League               | IKLS Football Club     |
| Promus en Brunei Super League               | Setia Perdana FC       |
| Relégués en Liga Perdana                    | Menglait Football Club |
| Relégués en Liga Perdana                    | Jerudong Football Club |